# Paramount (California)
Paramount, fundada en 1957, es una ciudad ubicada en el condado de Los Ángeles en el estado estadounidense de California. En el año 2000 tenía una población de 55,266 habitantes y una densidad poblacional de 4,509.0 personas por km².

## Geografía
Paramount se encuentra ubicada en las coordenadas 33°53′N 118°9′O / 33.883, -118.150. Según la Oficina del Censo, la ciudad tiene un área total de 12,53 km² (4,8 mi²), de la cual 12,26 km² (4,7 mi²) es tierra y 0,27 km² (0,1 mi²) (2.17%) es agua.

### Localidades adyacentes
El siguiente diagrama muestra a las localidades en un radio de 8 kilómetros (5 mi) de Paramount.

## Demografía
Según la Oficina del Censo en 2007 los ingresos medios por hogar en la localidad eran de $36,749, y los ingresos medios por familia eran $37,276. Los hombres tenían unos ingresos medios de $27,730 frente a los $22,472 para las mujeres. La renta per cápita para la localidad era de $11,487. Alrededor del 21.9% de la población estaban por debajo del umbral de pobreza.

## Educación
El Distrito Escolar Unificado de Paramount gestiona escuelas públicas.